# Technologieradar

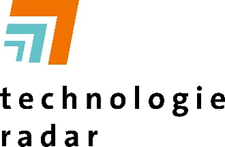

BVL-Technologieradar (Eigenschreibweise technologieradar) ist eine Webseite zur Identifizierung und Bewertung neuartiger Technologien im Lager.
Projektträger ist die BVL.digital GmbH, ein Unternehmen der Bundesvereinigung Logistik BVL. e.V. Die Daten des Technologieradars basieren auf den Ergebnissen des BVL-Themenkreises „Digitales Lager“, dem über 20 Logistikexperten aus namhaften Industrie-, Handels- und Dienstleistungsunternehmen angehören. Gegenstand der Untersuchungen sind vier Hardware-Technologiefelder („Cyber-physische Systeme“, „Fördermittel und Fördersysteme“, „Identifizierungstechnologien“ und „Automatisierte Anlagen“) und vier Software-Anwendungsbereiche („Planung“, „Optimierung“, „Überwachung & Kontrolle“ sowie „Verwaltung“).
Die verschiedenen Lagertechnologien werden nach Reifegrad und Verbreitung beurteilt. Darüber hinaus geben die Experten eine Einschätzung, in welchen Lagerprozessen sie eingesetzt werden, wie sie funktionieren und wo Chancen und technische Grenzen liegen. Eine Bewertung zu Performance, Prozessqualität, Standardisierung und Kosten ergänzt die Expertise.
Unterstützt wird das Projekt von der Huss-Unternehmensgruppe und der Managementberatung Capgemini invent. Ergänzend zu den Technologiebewertungen liefern die Fachredaktionen der Logistikzeitschriften Logistik Heute, Logistra und Technische Logistik relevante News für die Webseite.
Der „BVL-Technologieradar“ wurde zum 36. Deutschen Logistik-Kongresses (23. bis 25. Oktober 2019, Berlin) der Öffentlichkeit vorgestellt.